# Georg Friedrich Wilhelm Schaeffler
Georg Friedrich Wilhelm Schaeffler (* 19. Oktober 1964 in Erlangen) ist ein deutscher Wirtschaftsanwalt und Hauptgesellschafter der Schaeffler-Gruppe. 

## Kindheit und Ausbildung
Georg Friedrich Wilhelm Schaeffler wurde als Sohn der Unternehmer Georg Schaeffler und Maria-Elisabeth Schaeffler in Erlangen geboren. Sein Vater und sein Onkel Wilhelm Schaeffler hatten in den 30er Jahren den Vorläufer der Schaeffler-Gruppe gegründet.
Nach dem Abitur 1984 in Herzogenaurach war er Soldat auf Zeit bei der Bundeswehr (Oberleutnant der Reserve der Luftwaffe). Im Anschluss studierte er von 1986 bis 1990 Betriebswirtschaftslehre an der Universität St. Gallen mit dem Lizenziat als Diplom-Kaufmann.

## Karriere
Ab 1990 arbeitete Georg F. W. Schaeffler in verschiedenen Funktionen in der Schaeffler-Gruppe in Deutschland und den USA. Im Jahr 1996 starb der Vater Georg Schaeffler im Alter von 79 Jahren und Georg F. W. Schaeffler wurde danach Miteigentümer des Unternehmens.
Ab 1996 folgte ein Studium der Rechtswissenschaften an der School of Law in Durham, North Carolina, das er 1999 als Juris Doctor (cum laude) und Master of Laws im Fachbereich Internationales und Vergleichendes Recht abschloss. Er war von 2000 bis 2006 als Wirtschaftsanwalt in der Kanzlei Haynes & Boone in Dallas tätig.
2011 wurde er, nachdem die Schaeffler-Gruppe zur Aktiengesellschaft umfirmiert wurde, zum Aufsichtsratsvorsitzenden ernannt. 2015 hielt er als Gesellschafter 80 Prozent der Anteile.
Im Jahr 2012 begann der US-amerikanische Internal Revenue Service (IRS) eine strittige Prüfung von Schaeffler, die schließlich ergab, dass er rund 1,2 Milliarden Dollar an unbezahlten Steuern und Strafen schuldete. Nach sieben Jahren zermürbenden bürokratischen Kampfes hat der IRS seine Kampagne aufgegeben" und "Dutzende von Millionen" akzeptiert, so ProPublica.

## Persönliches
Schaeffler ist zweimal geschieden und Vater von vier Söhnen. Sein Wohnsitz liegt in den USA.

## Vermögen
Georg Schaeffler gehört zu den reichsten Deutschen und ist einer der reichsten Menschen der Welt. Mit einem Vermögen von ca. 25,3 Milliarden US-Dollar (2018) belegt er in der Forbes-Liste der reichsten Menschen der Welt mit Platz 31 (2014 war es mit 14 Milliarden US-Dollar Platz 80).